# Hanguldagen

Hunmin Jeongeum

Hanguldagen (Koreanska alfabetets dag) är en dag då man i både Syd- och Nordkorea firar det koreanska skriftsystemet hangul, vilket uppfanns och infördes av kung Sejong den Store. Dagen firas på olika dagar, nämligen den 9 oktober i Sydkorea och den 15 januari i Nordkorea. 
Enligt Kung Sejongs krönikor lade Kung Sejong fram skriften Hunmin Jeongeum den nionde månaden 1446 enligt månkalendern. I denna skrift presenterades det nya alfabetet, vilket till en början kallades just Hunmin Jeongeum. 
1926 firade Hangulsällskapet den 480:e årsdagen (det vill säga den åttonde sextioårscykeln) av denna händelse på den sista dagen av den nionde månaden enligt månkalendern, vilket motsvarade den 4 november enligt den gregorianska kalendern. Skriften var från början känd som Gagyanal(가갸날), vilket ändrades till Hangullal 1928. Strax därefter det blev namnet Hangul allmänt accepterat. Denna benämning introducerades redan 1913 av Ju Si-gyeong. Sedan dess har dagen firats enligt månkalendern.
Under 1930-talet ändrades datum för firandet ytterligare ett par gånger, med hänvisning till bland annat den julianska kalendern.
1940 fann man så ett original av Hunmin Jeongeum Haerye, en kommentarskrift till Hunmin Jeongeum som publicerades kort efter denna skrift. Enligt kommentarskriften så lades  Hunmin Jeongeum fram under de första tio dagarna  (sangsun; 상순; 上旬) av den nionde månaden. Den tionde dagen av den nionde månaden 1446 motsvarar 9 oktober enligt den julianska kalendern. 
1945 utropades den 9 oktober till helgdag i Sydkorea, och offentligt anställda var lediga från arbetet. 1991 förlorade dock dagen sin status som helgdag, under stark påverkan från Jaebeol-konglomeraten, vilka ville utöka antalet arbetsdagar. Hanguldagen blev 2012 återigen nationell helgdag och har varit det sedan dess.
I Nordkorea firar man den 15 januari motsvarigheten Chosŭn'gŭldagen i åminnelse av den dag 1445 (1444 enligt månkalender) då man tror att skriften Hunmin Jeongeum faktiskt skrevs.